# 損保控股
損保控股株式會社（英語：Sompo Holdings, Inc.）是2010年於日本成立的跨國保險公司。

## 歷史
- 2009年，合併株式會社損害保險日本及日本興亞損害保險株式會社，改稱損保日本興亞控股株式會社。
- 2010年，設立NKSJ控股株式會社；合併Tenet Insurance Company Limited，改稱Tenet Capital Ltd.；合併損保日本·資產管理株式會社及ZEST・資產管理株式會社，改稱損保日本興亞資產管理株式會社；合併Fiba Sigorta Anonim Sirketi，改稱Sompo Japan Sigorta Anonim Sirketi。
- 2011年，合併Berjaya Sompo Insurance Berhad；合併損保日本向日葵生命保險株式會社及日本興亞生命保險株式會社，改稱NKSJ向日葵生命保險株式會社及損保日本興亞向日葵生命保險株式會社。
- 2013年，設立Sompo Japan Nipponkoa Holdings (Americas) Inc.，改稱Sompo America Holdings Inc.；合併Maritíma Seguros S.A；合併Maritíma Saude Seguros S.A.，改稱Yasuda Maritíma Saude Seguros S.A.；合併Tenet Sompo Insurance Pte. Ltd.及Tenet Capital Ltd.，改稱Tenet Sompo Insurance Pte. Ltd.。
- 2014年，設立損害保險日本興亞株式會社；合併損保日本興亞保險服務株式會社及N・K・規劃株式會社；合併Canopius Group Limited，改稱Canopius AG；合併Yasuda Seguros S.A.及Maritíma Seguros S.A.，改稱Yasuda Maritíma Seguros S.A.。
- 2015年，合併Watami no Kaigo Co., Ltd.，改稱Sompo Care Next Inc.。
- 2016年，合併株式會社信息，改稱SOMPO護理信息株式會社；合併株式會社全國訪問健康指導協會、損保日本興亞風險管理株式會社、損保日本興亞保健服務株式會社，改稱SOMPO風險管理及保健株式會社；損保日本興亞控股株式會社改稱SOMPO控股株式會社。
- 2017年，設立Sompo International Holdings Ltd.；合併SOMPO護理信息株式會社及Endurance Specialty Holdings Ltd.。

## 外部連結
- （英文）SOMPO控股全球 （页面存档备份，存于）
- （日語）SOMPO控股日本 （页面存档备份，存于）